# القيازين (إب)

تعديل مصدري - تعديل

القيازين محلة تابعة لقرية عدن الذيب، التابعة لعزلة بني مدسم بمديرية إب إحدى مديريات محافظة إب في الجمهورية اليمنية.، بلغ تعداد سكانها 134 حسب تعداد اليمن لعام 2004.